# Антонович, Иван Иванович
Иван Иванович Антоно́вич (бел. Іван Іванавіч Антановіч;) (р. 3 апреля 1937 года, дер. Домаши, Барановичский повет, Новогрудское воеводство, ныне Брестская область, Ляховичский район) — советский, белорусский и российский социолог, дипломат, специалист в области международных отношений, политической социологии, основатель Республиканской партии труда и справедливости.
Доктор философских наук (1973), профессор (1977). Заслуженный деятель науки Республики Беларусь (1996).

## Биография
- В 1960 году окончил Минский педагогический институт иностранных языков.
- В 1960—1969 годах — сотрудник Института философии и права АН БССР.
- В 1969—1974 годах — сотрудник отдела социального развития ООН (Нью-Йорк, США), редактор журнала «Международное обозрение криминальной политики».
- В 1976—1977 — постоянный представитель БССР при ЮНЕСКО.
- В 1977-1979 годах — секретарь Минского горкома КПСС.
- В 1979-1989 годах — заведующий отделом культуры ЦК Компартии Белоруссии.[5].
- С 1987 года — проректор Академии общественных наук при ЦК КПСС.
- В 1990—1991 годах — секретарь ЦК КП РСФСР.
- С 1993 года — директор Белорусского института научно-технической информации и прогноза.
- С 1995 года заместитель министра иностранных дел Республики Беларусь.
- С 13 января 1997 года по 4 декабря 1998 года — министр иностранных дел Республики Беларусь. Одновременно, в 1995—1997 годах, председатель национальной комиссии Республики Беларусь по делам ЮНЕСКО.
- В 1996—2000 годах — член комитета ООН по экономическим и социальным правам.
- С 2000 года — на научно-педагогической работе в Москве.

## Награды
- Медаль Франциска Скорины (1 апреля 1997 года) — за активную деятельность по реализации внешнеполитической стратегии, укреплению государственного суверенитета и значительный вклад в развитие гуманитарных наук[6].
- Заслуженный деятель науки Республики Беларусь (1996 год).
- Премия Союзного государства в области литературы и искусства (2022 год) — за издательский проект «Историческая память Союзного государства», посвящённый 75-летию общей Победы народов Советского Союза в Великой Отечественной войне.